# Simulium jasgulemum
Simulium jasgulemum es una especie de insecto del género Simulium, familia Simuliidae, orden Diptera.
Fue descrita científicamente por Chubareva, 2000.